# Lex Calpurnia de Repetundis
Lex Calpurnia de Repetundis (Lex Calpurnia; Lex Calpurnia de Repetundis; Lex de Rebus Repetundis) e първият римски закон против грабителството в провинциите, прокаран през 149 пр.н.е. от трибун Луций Калпурний Пизон Фруги.
Други закони в тази област са Lex Junia (126 пр.н.е.), Lex Acilia repetundarum (123 пр.н.е.), Lex Servilia Glaucia (100 пр.н.е.), Lex Cornelia (81 пр.н.е.) и Lex Iulia de Repetundis (59 пр.н.е.).